# Bury My Heart at Wounded Knee
Bury My Heart at Wounded Knee (literalment en català "Enterreu el meu cor a Wounded Knee") és un llibre d'assaig històric sobre els amerindis dels Estats Units del segle xix escrit per Dee Brown. En el llibre s'hi descriu el desplaçament que van patir les diverses ètnies ameríndies a través de reubicacions forçoses i els guerres empreses contra ells pel govern federal dels Estats Units. Va ser publicat per primer cop el 1970 i ha estat revisat moltes vegades, malgrat la qual cosa ha estat molt criticat pels estudiosos. Pel fet que fou publicat en el moment d'augment de l'activisme dels amerindis a mans de l'American Indian Movement esdevingué un best-seller i ha estat traduït a 17 idiomes.
El títol està pres de la frase final d'"American Names", poema del segle XX escrit per Stephen Vincent Benét, però que no tractat pas sobre les guerres índies. La cita completa: "Jo no hi seré / m'aixecaré i passaré / enterreu el meu cor a Wounded Knee", apareix al principi del llibre de Brown. Encara que el poema de Benét no tracta de la difícil situació dels nadius americans, Wounded Knee (un poble situat en una reserva sioux de Dakota del Sud) va ser el lloc de l'última gran confrontació entre l'Exèrcit dels EUA i els amerindis dels Estats Units. L'esdeveniment és conegut com la Massacre de Wounded Knee, en la que hi van morir més de 150 homes, dones i nens sioux, en gran part desarmats.

## Contingut
Bury My Heart at Wounded Knee expressa des d'un punt de vista dels amerindi americà les injustícies i traïcions dels govern dels EUA. Brown descriu les relacions del govern així com els continus esforços per tal de destruir la cultura, la religió i el mode de vida dels pobles nadius americans.
Inicia el llibre assenyalant que l'explorador Cristòfor Colom va nomenar els nadius americans indis per la seva recerca de les Índies Orientals. La vida dels pobles indígenes d'Amèrica no seria la mateixa després de l'arribada de Colom al continent americà en 1492.
Brown descriu les diferents tribus de nadius dels Estats Units i les seves relacions amb el govern federal dels Estats Units durant els anys 1860-1890. Comença amb el Navajo, l'apatxe i altres tribus del sud-oest dels Estats Units que van ser desplaçats a Califòrnia i els seus voltants, colonitzats pels nord-americans d'origen europeu. Brown relata el canvi d'actituds a vegades contradictòries, tant de les autoritats dels EUA, com el General Custer, i els caps indis, especialment Gerónimo, Red Cloud, Sitting Bull i Crazy Horse. Descriu els intents dels caps indis de salvar els seus pobles mitjançant la pau, la guerra o la retirada.
L'última part del llibre se centra principalment en les tribus de les Grans Planes d'Amèrica del Nord, principalment sioux i Xeiene. Foren els últims en ser traslladats a les reserves índies. Culmina amb la batalla de Little Bighorn, la mort de Crazy Horse i Sitting Bull, i la massacre a mans de l'Exèrcit dels EUA de siux desarmats a Wounded Knee (Dakota del Sud), esdeveniment que es considera que marca el final de les guerres índies.

## Recepció del llibre
La revista Time va publicar sobre el llibre:
| « | En l'última dècada més o menys, després de gairebé un segle d'art de saló i òperes de vaquers que feien romanticisme sobre les lluites entre els guerrers indis i els colons blancs, els nord-americans han estat desenvolupant un sentit bastant agut de les injustícies i humiliacions sofertes pels indis. Però els detalls de com es va conquerir realment l'Oest no formen part de la consciència americana ... Dee Brown, historiador occidental i bibliotecari a la Universitat d'Illinois tracta ara d'equilibrar el compte. Amb el zel d'un investigador de l'IRS, fa una auditoria de la història dels EUA oblidada als llibres. Elaborat a partir de fonts antigues però poques vegades usades, ofereix una nova mirada als documents empolsits del Govern, Bury My Heart at Wounded Knee fa recompte de les promeses incomplertes i dels tractats, de les provocacions, de les massacres, de les polítiques discriminatòries i de la diplomàcia condescendent | » |

L'escriptor guanyador del Premi Pulitzer N. Scott Momaday va assenyalar que el llibre conté molta documentació de fonts originals, com el Consell d'Arxius, així com descripcions de primera mà.
Ha format part de la llista de llibres més venuts durant més d'un any d'ençà que fou editat en forma de llibre, i durant els quaranta anys següents ha continuat estant editat, ha estat traduït a 17 idiomes i s'han venut més de quatre milions de còpies.

## Crítiques
Malgrat l'àmplia acceptació del llibre pels periodistes i el públic en general, estudiosos com Francis Paul Prucha el criticaren per la falta de fonts de gran part del material, a excepció de les cites directes; ell va dir que el contingut va ser seleccionat per tal de presentar un punt de vista particular més que no ser equilibrat, i que el relat de les relacions entre el govern i els indis no se situa en la perspectiva sobre el que s'estava produint en el govern i el país en aquell moment.
Brown va ser sincer sobre la seva intenció de presentar la història de la colonització de l'Oest des del punt de vista dels indis, "les víctimes", com ell va escriure. Ha assenyalat, "els nord-americans que sempre han mirat cap a l'oest, en llegir sobre aquest període hauria de llegir aquest llibre mirant cap a l'est." (p. xvi)

## Influència a la cultura estatunidenca
Bury my heart at Wounded Knee fou també el títol d'una cançó de la cantautora canadenca d'ètnia cree Buffy Sainte-Marie composta el 1991 i inclosa a l'elapè Coincidence and Likely Stories.
El 2007 la cadena de televisió HBO produí una versió cinematogràfica del llibre protagonitzada per Aidan Quinn, Adam Beach, Anna Paquin, i August Schellenberg com a Sitting Bull, amb un cameo de l'actor i antic senador dels EUA Fred Thompson com a President Grant. El film fou estrenat el diumenge 27 de maig de 2007, i tot i que només fa una versió dels dos darrers capítols del llibre va rebre nombroses nominacions als premis Emmy i guanyà el de Millor Pel·lícula feta per la Televisió.